# 科妮莉亚·巴格曼
科妮莉亚·伊莎贝拉·巴格曼（英語：Cornelia Isabella "Cori" Bargmann，1961年—），美国神经生物学家。她以对蠕虫线虫嗅觉的研究知名。

## 生平
1998至2004年在加利福尼亚大学旧金山分校担任教授。2004年起在洛克菲勒大學担任教授。1995至2016年在霍华德·休斯医学研究所任研究员。2016年起在陈和扎克伯格基金会担任科学主管。

## 荣誉
2002年入选美国文理科学院院士。2003年入选美国国家科学院院士。2012年入选美國哲學會会员。由于她的工作，她在2012年获得100万美元的科维理奖，并于2013年获生命科学突破奖。